# Rafael Cadenas
Pour les articles homonymes, voir Cadenas (homonymie).
Rafael Cadenas, né le 8 avril 1930 à Barquisimeto, est un poète, essayiste et traducteur vénézuélien.
Il reçoit le prix Cervantes en 2022.

## Biographie
Il publie son premier recueil de poésie en 1946, Cantos iniciales, à l'âge de 16 ans. Ses ouvrages les plus importants sont Los Cuadernos del Destierro publié en 1960, Falsas maniobras en 1966, Intempérie (1977) et Gestiones en 1992.
Il est avec Arnaldo Acosta Bello, Manuel Caballero, Jesús Enrique Guedez, Jesús Sanoja Hernández et Darfo Lencini, membre du groupe « Tabla Redonda » qui publie un mensuel entre 1959 et 1965.
Il a traduit notamment Walt Whitman et Robert Creeley en espagnol. En 1986, il reçoit une bourse Guggenheim qui lui permet de mener des recherches sur Whitman et Emerson à Cambridge aux États-Unis. Pendant de nombreuses années, il a été professeur de l'École de lettres de l'université centrale du Venezuela à Caracas où il vit aujourd'hui.

## Prix et récompenses
- Prix de l'Essai du CONAC (1984) avec Anotaciones
- Prix national de littérature du Venezuela, Mention Poésie (1985) pour l'ensemble de son œuvre.
- Prix international de poésie « J. A. Pérez Bonalde » (1992) avec Gestiones.
- Doctorat honoris causa de l'Universidad de los Andes (ULA) (2001).
- Doctorat honoris causa de l'université centrale du Venezuela (UCV) (2005).
- Premio FIL de Literatura en Lenguas Romance (Guadalajara, Mexique 2009)
- Prix international de poésie Federico García Lorca (Granada, Espagne, 2015)
- Premio Reina Sofía de Poesía Iberoamericana (Salamanque, Espagne, 2018)
- Prix Cervantes (2022)[3]

## Œuvres

### Poésie
- Cantos iniciales (1946)
- Una isla (1958)
- Los cuadernos del destierro (1960, 2001)
- Derrota" (1963) [poème publié le 31 mai en Clarín del viernes; compilé en 1970, avec Los cuadernos del destierro et Falsas maniobras]
- Falsas maniobras (1966)
- Intemperie (1977)
- Memorial (1977) édition bilingue Espagnol-Anglais, publiée par la Universidad Nacional Mayor de San Marcos (mai 2007)
- Amante (1983)
- Dichos (1992)
- Gestiones (1992) [Prix International Juan Antonio Pérez Bonalde]
- Antología (1958-1993) (1996), (1999)

### Essais
- Literatura y vida (1972)
- Realidad y literatura (1979)
- Apuntes sobre San Juan de la Cruz y la mística (1977, 1995)
- La barbarie civilizada (1981)
- Anotaciones (1983)
- Reflexiones sobre la ciudad moderna (1983)
- En torno al lenguaje (1984)
- Sobre la enseñanza de la literatura en la Educación Media (1998)

### Compilations
- Obra entera. Poesía y prosa (Fondo de Cultura Económica, 2000)
- Obra entera. Poesía y prosa (1958-1995) (Editorial Pre-Textos, 2007)

### Traductions en français
- Fausses manœuvres [« Falsas maniobras »]  (trad. Daniel Bourdon), Fata Morgana, 2003.
- Poèmes choisis/Poemas selectos  (trad. de l'espagnol), Écrits des forges, 2004.